# Юй Дабао
Юй Дабао (кит.: 于大宝, нар. 18 квітня 1988, Циндао) — китайський футболіст, нападник клубу «Бейцзін Гоань» та національної збірної Китаю.

## Клубна кар'єра
Народився 18 квітня 1988 року в місті Циндао. Вихованець кількох юнацьких команд футбольних клубів, останньою з яких стало «Ціндао Хайліфен». В цій команді 2004 року Юй дебютував на дорослому рівні і загалом провів за рідну команду 28 матчів у другому за рівнем дивізіоні. В цей час гравець разом з Дун Фанчжо, який перейшов у «Манчестер Юнайтед», вважався одним з найбільш перспективних футболістів в китайському футболі, через що багато провідних клубів Європи претендували на нападника, в тому числі «Аякс», «Ньюкасл Юнайтед» і «Рейнджерс».
Однак Юй 2006 року вирішив перейти в португальську «Бенфіку», з якою підписав трирічний контракт. Дебют відбувся через 5 днів і три спільні тренування з новим клубом після приїзду в Португалія. Дабао успішно виступив за дублюючу команду, забив три голи і став асистентом у четвертому голі матчу проти «Портімоненсі». Високі результати, показані в іграх за молодіжний склад, дозволили нападнику тренуватися разом з основним складом «Бенфіки», крім того, з нею він пройшов передсезонну підготовку і у сезоні 2007/08 був включений в заявку основної команди. Офіційний дебют за лісабонську команду відбувся 26 вересня 2007 року у грі на Кубок португальської ліги проти «Ештрели», основний час закінчився з рахунком 0:0 («Бенфіка» перемогла в серії пенальті 4:5), а гравець провів на полі 90 хвилин.
Втім закріпитись у складі португальського гранду китаєць так і не зумів, тому у сезоні 2007/08 грав за клуб другого дивізіону Португалії «Авеш», а потім грав у третьому дивізіоні країни за клуби «Олівайш і Мушкавіді» та «Мафра». У лютому 20109 року у гравця закінчився контракт з «Бенфікою» і він покинув Португалію.
У лютому 2010 року гравець вів переговори з «Далласом», що грав у MLS, проте контракт так і не був підписаний. Натомість Юй Дабао повернувся в Китай і підписав контракт з «Тяньцзинь Теда», у складі якого 2011 року виграв Кубок Китаю, перший розіграш після відновлення турніру.
27 лютого 2012 року з'явилася інформація про те, що Юй може поповнити ряди «Гуанчжоу Евергранд», а сума відступних повинна скласти 15 млн. юанів. Проте вже на наступний день представники «Гуанчжоу» відмовилися продовжувати переговори на таких умовах, а гравець на наступний день перейшов в «Далянь Аербін», команду, яка була дебютантом китайської Суперліги. У цій команді Дабао провів три повноцінних сезони, аж до вильоту команди з еліти за підсумками сезону 2014 року
На початку 2015 року став гравцем клубу «Бейцзін Гоань» і 2018 року виграв з командою другий у своїй кар'єрі Кубок Китаю. Станом на 7 січня 2019 року відіграв за пекінську команду 84 матчі в національному чемпіонаті.

## Виступи за збірні
Виступав у складі юнацької збірної Китаю до 16 років, з якою став переможцем юнацького Кубка Азії у 2004 році.
18 грудня 2010 року дебютував в офіційних матчах у складі національної збірної Китаю в товариському матчі проти збірної Естонії.
Включений до складу збірної на Кубок Азії 2019. 7 січня в матчі групового етапу проти збірної Киргизстану забив переможний гол. У підсумку його команда здобула перемогу 2:1.
| Дата       | Місто   | Господарі | Результат | Гості      | Турнір                     | Голи | Примітки |
| ---------- | ------- | --------- | --------- | ---------- | -------------------------- | ---- | -------- |
| 07-01-2019 | Аль-Айн | КНР       | 2 – 1     | Киргизстан | Кубок Азії 2019 - 1-й етап | 1    | 24'      |
| Усього     |         | Матчів    | 1         |            | Голів                      | 1    |          |

## Досягнення
- Переможець Юнацького (U-17) кубка Азії: 2004
- Володар Кубка Китайської Футбольної Асоціації: 2011, 2018